# Psathyrellaceae
Psathyrellaceae es una familia de hongos basidiomicetos del orden Agaricales. Contiene once géneros y más de 400 especies.